# Svratka (folyó)
A Svratka, korábban Švarcava (németül: Schwarzach) folyó Csehországban a Dél-morvaországi kerület területén. Teljes hossza 173,9 km. A Cseh–Morva-dombság területén ered és a Svitava folyóval ömlik össze Brnóban. A Thaya folyóba torkollik néhány kilométerre Mikulovtól. A folyó a helyi morva tájszólásban Švarcava néven is ismert, amely a német Schwarzach elnevezésből származik.

## Építmények a Svratka folyón
- Víri gát I a 114. folyami kilométernél
- Víri gát II a 111. folyami kilométernél
- Brnói gát az 56. folyami kilométernél

## Nagyobb városok a Svratka folyó mentén

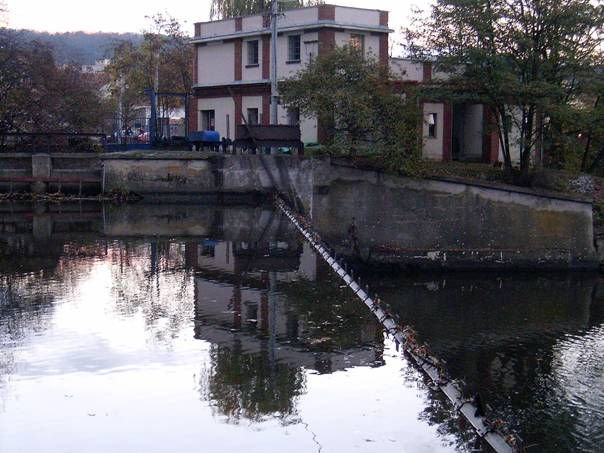

- Svratka
- Jimramov
- Stepanov Svratka
- Nedvědice
- Tišnov
- Veverská Bítýška
- Brno
- Modřice
- Rajhrad
- Židlochovice